# Silesiaïta
La silesiaïta és un mineral de la classe dels silicats que forma part del grup de la kristiansenita. Rep el nom de Silèsia, nom llatí de Śląsk, que és una àrea extensa que ocupa més del 50% de la part sud (sud-oest i sud) de Polònia i on es troba la localitat tipus.

## Característiques
La silesiaïta és un sorosilicat que ser aprovat com a espècie vàlida per l'Associació Mineralògica Internacional l'any 2017. La seva fórmula química va ser redefinida l'any 2022, passant a ser: Ca₄Fe₂³⁺Sn₂(Si₂O₇)₂(Si₂O₆OH)₂. Cristal·litza en el sistema triclínic. És l'anàleg de Fe(III) de la kristiansenita. Químicament és similar a la toturita.
L'exemplar que va servir per a determinar l'espècie, el que es coneix com a material tipus, es troba conservat a les col·leccions del museu mineralògic de la Universitat de Varsòvia amb el número de catàleg: MMWR IV7929.

## Formació i jaciments
Va ser descoberta a la pedrera Granite, situada a Szklarska Poręba-Huta, dins el comtat de Jelenia Góra (Voivodat de Baixa Silèsia, Polònia). També ha estat descrita a la pegmatita Kožichovice II, situada a la localitat homònima dins de la regió de Vysočina (Txèquia), i al jaciment d'or i coure d'El Valle-Boinás, a Astúries, associat a les últimes etapes de retrogradació de l'skarn càlcic juntament amb altres minerals com la babingtonita, l'apofil·lita-(KOH) i la hidroandradita. Aquests indrets són els únics de tot el planeta on ha estat descrita aquesta espècie mineral.